# Turang
Turang (en népalais : तुराङ) est un comité de développement villageois du Népal situé dans le district de Gulmi. Au recensement de 2011, il comptait 3 922 habitants.